# S:t Mikael (Borstövraket)

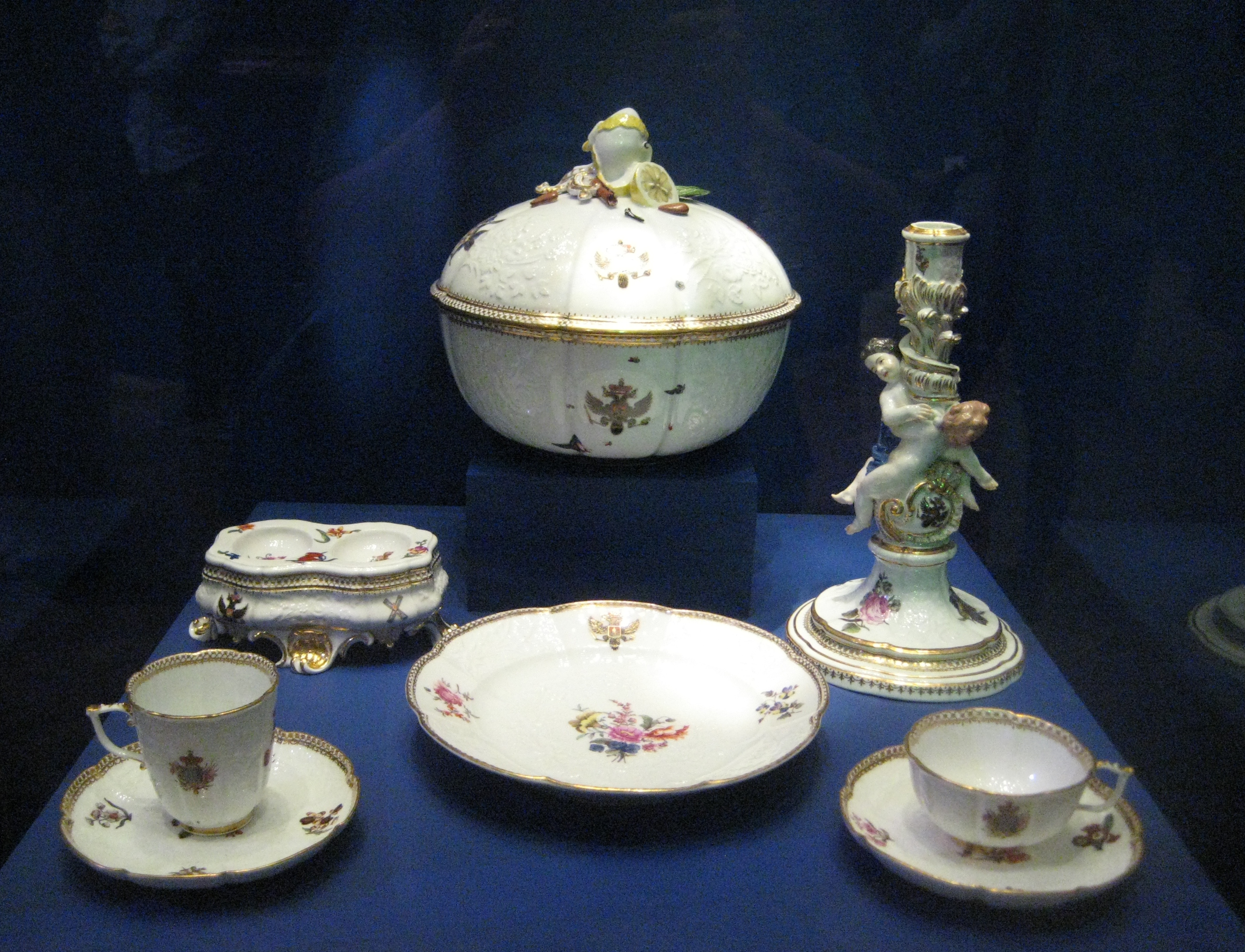
Samtida Meissenporslin som det som räddades från vraket efter Sankt Mikael.

S:t Mikael var en tremastad galliot av holländsk modell som hörde till den ryska handelsflottan och som sjönk utanför ön Borstö i Nagu i Skärgårdshavet år 1747. Fartyget var på väg från Amsterdam till S:t Petersburg. Under sin sista resa fraktade S:t Mikael under kapten Carl Paulsen Amiels kommando förutom handelsvaror och sedvanlig last dessutom värdeföremål till det ryska hovet. 
Vraket hittades av en slump när fiskenät fastnade i det på 1950-talet. S:t Mikael var ca 25 meter lång och 6 meter bred. På 1970-talet identifierade Christian Ahlström vraket som ditintills gått under namnet Borstövraket. Under 1980-talet planerade man lyfta vraket, men fick överge planerna på grund av lågkonjunkturen.
S:t Mikaels värdefulla porslin och andra värdeföremål som hittats i vraket gör det till ett av Finlands mest värdefulla vrakfynd. Miljöcentralen i Sydvästra Finland slog på rekommendation av Museiverket år 1999 fast att området där vraket ligger är skyddat område.

## S:t Mikael
S:t Mikael var en ca 25 meter lång och 6 meter bred tremastad galliot byggd i ek. Fartyget var döpt efter Ärkeängeln Mikael och var ett av tre fartyg i den ryska handelsflottan som var döpta efter ärkeänglar.
S:t Mikael lämnade Amsterdam för sin sista resa hösten 1747. Hon hade anlänt från S:t Petersburg den 19 juni och slutmålet för resan var samma stad. Som kapten fungerade skepparen Carl Paulsen Amiel. Förutom handelsvaror och sedvanlig last, som tobak, ekplankor och socker, lastades värdeföremål till hovet i S:t Petersburg ombord. Enligt arkivuppgifter vet vi att S:t Mikael befann sig vid Öresund i mitten av oktober. Fartyget fortsatte efter detta sin resa mot finska kusten, men förliste utanför ön Borstö i Åbolands skärgård.

## Vraket upptäcks
Vraket hittades av en slump sommaren 1953 när några fiskares nät fastnade på ett ställe där det enligt sjökortet skulle vara 40 meter djupt och jämn botten. En dykare från flottan anlände senare till platsen och hittade på 36–38 meters djup vraket efter S:t Mikael. Vraket var i gott skick och de nedre delarna av masterna, som ännu stod upp, nådde ett djup på ca 20 meter. Arkeologiska kommissionen (föregångare till Museiverket) meddelades och vraket började kallas Borstövraket.
De första efterforskningarna på vraket gjordes i slutet av 1950-talet under ledning av Arkeologiska kommissionen som även anlitade svenska dykare för ytterligare efterforskningar år 1960. De svenska dykarna arbetade under ledning av sportdykare Gösta Bojner. Forskargruppen lyckades ta sig in i vraket, visserligen först efter att ha brutit upp akterdäcket. En stor mängd värdeföremål som fickur i guld- och silver, snusdosor och solfjädrar med ädelstenar lyftes till ytan. På fartygets däck fanns resterna av ett par skridskor och en hästvagn av Cabriolet-modell med två hjul. Vagnen spelade senare en stor roll för identifieringen av vraket. Man hittade även kvarlevor efter både män och kvinnor i vraket.

## Identifiering av vraket
Man antog att fartyget varit på väg till Ryssland, eftersom en låda ombord var adresserad till S:t Petersburg. Baserat på fartygstypen och föremålen ombord trodde man dock först felaktigt att fartyget var holländskt. Vrakets identitet klarnade till slut i början av 1970-talet efter att Christian Ahlström hade gjort efterforskningar i arkiv i olika länder. Det var till slut danska tulldokument om en hästvagn som avgjorde identifieringen. Vagnen var på väg till den ryska kejsarinnan Elisabeth Petrovnas hov och omfattades därför på sin tid inte av tullavgifter. I samma dokument fanns namnet på kaptenen, Carl Paulsen Amielin och fartygets namn klarnade när Ahlström hittade en anteckning om att Amiel hade passerat Helsingör i juni 1747 på väg från S:t Petersburg till Holland. Han hade anlänt till Amsterdam den 19 juni då man antecknat fartygets namn: S:t Mikael På hösten seglade fartyget  på nytt mot S:t Petersburg, dit hon aldrig kom fram.
I samma arkiv med tulldokument från Öresund fanns uppgifter om det försvunna skeppet Vrouw Maria som år 1771 hade förlist i Nagu även hon, men med en last som var sju gånger mer värdefull än S:t Mikaels.

## Dykningar och planer på att lyfta vraket
S:t Mikael ligger sydost om Borstö i Nagu, norr om Tvåkobbarna. Egentliga Finlands miljöcentral slog på rekommendation från Museiverket år 1999 fast att området kring vraket är ett skyddsområde. I skyddsområdet är all dykning och ankring förbjuden. Undantagen utgörs av sjöräddningsverksamhet, myndigheternas farleds- och forskningsarbeten samt dykningar som leds av Museiverket. Det är tillåtet att köra genom skyddsområdet med båt.
Det döks flitigt till S:t Mikael i flera omgångar från början av 1960-talet. År 1986 lyftes en stor kista från däck som hade innehållit kapten Amiels personliga egendom, bland annat kaptenens så kallade jakobsstav som var en föregångare till sextanten. En stor del av S:t Mikaels last bestod av vanliga förnödenheter så som ekplankor, kristallsocker, tobak och tunnor med torkad fisk. Vid sidan av detta fraktade fartyget även ospecificerade handelsvaror som motsvarade över 60% av den förtullade lastens värde. Från vraket har bland annat bärgats en dyrbar service Meissenporslin, varav en del är vitt Böttiger-porslin .
På 1980-talet började man undersöka möjligheterna att likt Vasaskeppet lyfta och ställa ut vraket. Behövliga forskningsdykningar utfördes i juli och augusti 1987 och man kartlade bland annat konstruktioner i fartygets skrov, geometriska mått, skador och förhållanden på havsbotten. Lyftet planerades till åren 1989–1990 och skulle göras med en lyftram som hängdes på pontoner. Efter lyftet skulle vraket ha förts till en varvsbassäng i Helsingfors. På grund av lågkonjunkturen 1990 tvingades man dock avstå från planerna, då det blev omöjligt att hitta finansiärer.